# Список кавалеров ордена Святого Александра Невского эпохи Николая II
Список кавалеров ордена Святого Александра Невского, пожалованных в царствование императора Николая II (21.10.1894 — 2.03.1917):
1. 1894/1899 — Менелик II, негус Абиссинии (император Эфиопии)
2. 10.11.1894 — Альба, Карлос Мария Фитц-Джеймс Стюарт, 16-й герцог Альба, чрезвычайный посол в Петербурге
3. 10.11.1894 — Хусни-Паша, посол Турции в России, (бриллиантовые знаки — 05.08.1908)
4. 24.11.1894 — Антони-Верствеллер, Пауль фон, генерал от инфантерии гессенской службы, (бриллиантовые знаки — 12.01.1895)
5. 28.11.1894 — Фингер, Якоб, министр двора и иностранных дел великогерцогства Гессен
6. 06.12.1894 — Гончаров, Степан Осипович, генерал-лейтенант (бриллиантовые знаки — 06.12.1899)
7. 30.12.1894 — Мароккетти, Маурицио, барон, посол Италии в России
8. 1895 — Демьяненков, Николай Афанасьевич, генерал-лейтенант (брилл. знаки — 08.08.1900)
9. не позднее 1895 — Фор, Феликс, президент Франции
10. 01.01.1895 — Лавровский, Николай Алексеевич, тайный советник
11. 01.01.1895 — Буслаев, Фёдор Иванович, тайный советник
12. 01.01.1895 — Шамшин, Павел Иванович, тайный советник, сенатор
13. 01.01.1895 — Семёнов, Николай Петрович, тайный советник (бриллиантовые знаки — 1902)
14. 01.01.1895 — Фукс, Эдуард Яковлевич, тайный советник (бриллиантовые знаки — 01.01.1903)
15. 01.01.1895 — Принтц, Николай Густавович, тайный советник
16. 01.01.1895 — Дейер, Пётр Антонович, тайный советник (бриллиантовые знаки — 01.01.1907)
17. 01.01.1895 — Бартенев, Владимир Иванович, тайный советник, сенатор
18. 01.01.1895 — Горемыкин, Иван Логгинович, тайный советник (бриллиантовые знаки — 01.01.1904)
19. 01.01.1895 — Вильсон, Иван Иванович, тайный советник, сенатор (бриллиантовые знаки — 1897)
20. 01.01.1895 — Шрейбер, Николай Николаевич, тайный советник (бриллиантовые знаки — 01.01.1904)
21. 03.01.1895 — Куломзин, Анатолий Николаевич, действительный тайный советник (бриллиантовые знаки — 01.01.1898)
22. 12.01.1895 — Буадефр, Рауль Франсуа Шарль ле Мутон де, дивизионный генерал французской службы, (бриллиантовые знаки — 20.08.1896)
23. 12.02.1895 — Мартынов, Андрей Дмитриевич, генерал-лейтенант
24. 02.04.1895 — Голицын, Григорий Сергеевич, князь, генерал-лейтенант (бриллиантовые знаки — 01.01.1901)
25. 02.04.1895 — Феоктистов, Евгений Михайлович, тайный советник
26. 17.04.1895 — Мартенс, Фёдор Фёдорович, тайный советник
27. 06.05.1895 — Сергий (Спасский), архиепископ Владимирский и Суздальский, (бриллиантовые знаки — 06.05.1904)
28. 06.05.1895 — Сильвестр (Малеванский), епископ Каневский
29. 06.05.1895 — Тихон (Троицкий-Донебин), архиепископ Иркутский и Верхоленский, (бриллиантовые знаки — 06.05.1910)
30. 25.07.1895 — Кульгачёв, Алексей Петрович, генерал от кавалерии (бриллиантовые знаки — 01.01.1900)
31. 13.10.1895 — Аното, Габриэль, министр иностранных дел Французской Республики (брилл. знаки)
32. 23.11.1895 — Ито Хиробуми, князь, маркиз, премьер-министр Японии
33. 06.12.1895 — Фрейганг, Александр Васильевич, генерал от инфантерии
34. 06.12.1895 — Авинов, Сергей Александрович, генерал-лейтенант (бриллиантовые знаки — 26.05.1899)
35. 06.12.1895 — Барсов, Александр Андреевич, генерал-лейтенант (бриллиантовые знаки — 01.01.1900)
36. 06.12.1895 — Косич, Андрей Иванович, генерал-лейтенант (бриллиантовые знаки — 01.01.1901)
37. 06.12.1895 — Бодиско, Константин Константинович, генерал-лейтенант
38. 06.12.1895 — Гурчин, Александр Викентьевич, генерал-лейтенант (бриллиантовые знаки — 08.08.1900)
39. 06.12.1895 — Бороздин, Георгий Александрович, генерал-лейтенант (бриллиантовые знаки — 06.12.1902)
40. 06.12.1895 — Долгово-Сабуров, Николай Павлович, тайный советник
41. 06.12.1895 — Дохтуров, Дмитрий Петрович, генерал-лейтенант
42. 06.12.1895 — Еленев, Фёдор Павлович, тайный советник
43. 06.12.1895 — Шепелев, Александр Дмитриевич, генерал-лейтенант (брилл. знаки — 13.06.1898)
44. 06.12.1895 — Тройницкий, Николай Александрович, тайный советник (бриллиантовые знаки — 19.05.1912)
45. 06.12.1895 — Игнатьев, Алексей Павлович, граф, генерал-лейтенант (бриллиантовые знаки — 01.01.1903)
46. 1896 — Бриссон, Эжен Анри, президент Палаты депутатов Французской Республики
47. 1896 — Владимирский, Александр Поликарпович, протоиерей, бывший ректор Казанской духовной академии
48. 1896 — Даву, Леопольд[фр.], генерал французской службы, великий канцлер Почётного легиона
49. 1896 — Лубе, Эмиль, президент Сената Французской Республики
50. 1896 — Мамантов, Николай Иванович, тайный советник (бриллиантовые знаки — 01.01.1908)
51. 1896 — Мелен, Жюль, президент Совета министров Французской Республики
52. 1896 — Фридрих Август, великий герцог Ольденбургский
53. 1896 — фон Радолин, Гуго, светлейший князь, германский посол в России, (бриллиантовые знаки — 07.01.1901)
54. 01.01.1896 — Абаза, Николай Саввич, гофмейстер Высочайшего Двора
55. 01.01.1896 — Книрим, Александр Александрович, тайный советник
56. 01.01.1896 — Талквист, Николай Петрович, тайный советник
57. 01.01.1896 — Шольц, Эмилий Васильевич, тайный советник (бриллиантовые знаки — 01.01.1910)
58. 01.01.1896 — Кудрявцев, Евгений Александрович, тайный советник
59. 01.01.1896 — Стадольский, Александр Андреевич, тайный советник, сенатор
60. 01.01.1896 — Неклюдов, Николай Адрианович, тайный советник, товарищ министра внутренних дел
61. 26.01.1896 — Жамон, Эдуард Фернанд, дивизионный генерал французской службы
62. 26.01.1896 — де Негрие, Франсуа-Оскар, генерал французской службы
63. 30.03.1896 — Гинтце-Рибейро, Эрнесто Родольфо, премьер-министр Португалии
64. 06.05.1896 — Мелетий (Якимов), епископ Рязанский и Зарайский
65. 14.05.1896 — Адельсон, Николай Осипович, генерал-лейтенант (бриллиантовые знаки — 22.03.1898)
66. 14.05.1896 — Гендриков, Степан Александрович, граф, действительный тайный советник, обер-форшнейдер Высочайшего Двора
67. 14.05.1896 — Гершау, Александр Петрович, барон, действительный тайный советник (бриллиантовые знаки — 06.01.1899)
68. 14.05.1896 — Дервиз, Дмитрий Григорьевич фон, тайный советник
69. 14.05.1896 — Зуров, Александр Елпидифорович, генерал-лейтенант (бриллиантовые знаки — 18.04.1899)
70. 14.05.1896 — Череванский, Владимир Павлович, тайный советник (бриллиантовые знаки — 01.01.1901)
71. 14.05.1896 — Ден, Владимир Александрович фон, генерал-лейтенант, министр-статс-секретарь Великого княжества Финляндского
72. 14.05.1896 — Васильев, Василий Павлович, тайный советник, академик Петербургской академии наук
73. 14.05.1896 — Мердер, Иван Карлович, шталмейстер Высочайшего Двора (бриллиантовые знаки — 01.04.1901)
74. 14.05.1896 — Арсений (Брянцев), архиепископ Рижский и Митавский, (бриллиантовые знаки — 06.05.1908)
75. 14.05.1896 — Павел (Вильчинский), епископ Пензенский и Саранский
76. 14.05.1896 — Маркелл (Попель), присутствующий в Святейшем Синоде епископ
77. 14.05.1896 — Лукьянов, Сергей Иванович, тайный советник
78. 14.05.1896 — Дембовецкий, Александр Станиславович, тайный советник (бриллиантовые знаки — 01.06.1910)
79. 14.05.1896 — Вишняков, Александр Григорьевич, тайный советник (бриллиантовые знаки — 01.01.1908)
80. 14.05.1896 — Граве, Николай Владимирович, тайный советник
81. 14.05.1896 — Свербеев, Александр Дмитриевич, тайный советник (бриллиантовые знаки — 01.01.1910)
82. 14.05.1896 — Шевич, Иван Егорович, тайный советник
83. 14.05.1896 — Икскуль фон Гильденбандт, Александр Александрович, барон тайный советник (бриллиантовые знаки — 01.01.1904)
84. 14.05.1896 — Жибер, Эрнест Иванович, тайный советник (бриллиантовые знаки — 05.09.1907)
85. 14.05.1896 — Модест (Стрельбицкий), Архиепископ Волынский и Житомирский, Почаево-Успенской лавры Священно-Архимандрит
86. 14.05.1896 — Муромцев, Леонид Матвеевич, гофмейстер Высочайшего Двора
87. 14.05.1896 — Иващенков, Анатолий Павлович, тайный советник (бриллиантовые знаки — 14.05.1901)
88. 14.05.1896 — Кобеко, Дмитрий Фомич, тайный советник (бриллиантовые знаки — 07.01.1912)
89. 14.05.1896 — Новосельский, Николай Александрович, тайный советник
90. 14.05.1896 — Копытов, Николай Васильевич, вице-адмирал
91. 14.05.1896 — Троцкий, Виталий Николаевич, генерал от инфантерии, командующий войсками Виленского военного округа (бриллиантовые знаки — 29.05.1898)
92. 14.05.1896 — Чагин, Николай Иванович, генерал-лейтенант (брилл. знаки — 08.08.1900)
93. 14.05.1896 — Дукмасов, Павел Григорьевич, генерал-лейтенант (бриллиантовые знаки — 1901)
94. 14.05.1896 — Столетов, Николай Григорьевич, генерал-лейтенант (брилл. знаки — 1901)
95. 14.05.1896 — Рамзай, Георгий Эдуардович, барон, генерал-лейтенант, начальник Финских войск
96. 14.05.1896 — Лобко, Павел Львович, генерал-лейтенант, начальник Канцелярии Военного министерства (бриллиантовые знаки — 01.01.1903)
97. 14.05.1896 — Куропаткин, Алексей Николаевич, генерал-лейтенант, начальник Закаспийской области и командующий войсками в оной (бриллиантовые знаки — 07.02.1904)
98. 14.05.1896 — Реммерт, Адольф Александрович, тайный советник, почётный лейб-медик (брилл. знаки — 01.01.1901)
99. 1896 — Салов, Василий Васильевич, тайный советник (бриллиантовые знаки — 25.06.1908)
100. 14.05.1896 — Ратьков-Рожнов, Владимир Александрович, тайный советник, Петербургский городской голова (бриллиантовые знаки — 01.01.1903)
101. 14.05.1896 — Свиньин, Александр Дмитриевич, генерал-лейтенант, командир Отдельного корпуса пограничной стражи (бриллиантовые. знаки — 06.08.1901)
102. 14.05.1896 — Петров, Николай Павлович, генерал-лейтенант, (брилл. знаки — 1902)
103. 14.05.1896 — Александра Фёдоровна, императрица Российской империи
104. 22.05.1896 — Альярди, Антонио, Чрезвычайный посол папы Льва XIII на коронации Николая II
105. 22.05.1896 — Тун унд Гогенштайн, Франц, князь, граф, штатгальтер Богемии
106. 22.05.1896 — Тур ван Беллинхаве, Марк Виллем дю, посол Нидерландов в России
107. 22.05.1896 — Фикало, граф, посол Португалии в России
108. 22.05.1896 — Ямагата Аритомо, посол Японии на коронации императора Николая II, (брилл. знаки — 19.06.1916)
109. 26.06.1896 — Евгений Австрийский, эрцгерцог Австрийский
110. 08.07.1896 — Гуансюй, император Китая
111. 29.08.1896 — Бернгард III, герцог Саксен-Мейнингена
112. 1897 — Андрей Александрович, князь императорской крови
113. 1897 — Гогенлоэ, Хлодвиг, светлейший князь, рейхсканцлер Германии и прусский министр-президент
114. 1897 — Крафт цу Гогенлоэ-Эринген[нем.], светлейший князь, обер-камергер Императорского Германского Двора
115. 1897 — Герман фон Гацфельдт цу Трахенберг[нем.], светлейший князь, обер-шенк Императорского Германского Двора
116. 1897 — Барту, Луи, министр внутренних дел Французской Республики
117. 1897 — фон Бюлов, Бернгард, князь, статс-секретарь по иностранным делам Германской империи
118. 1897 — Бенар, Арман[фр.], вице-адмирал, морской министр Французской Республики
119. 1897 — Кошри, Жорж[фр.], министр финансов Французской Республики
120. 1897 — Рамбо, Альфред Никола, министр народного просвещения Французской Республики
121. 1897 — Глуховский фон Глухово, Агенор, граф, министр Австрийского Императорского Двора
122. 1897 — фон Лихтенштейн, Франц, светлейший князь, чрезвычайный и полномочный посол императора Австр-венгерского в России
123. 1897 — Рудольф Лихтенштейн, светлейший князь
124. 1897 — Абенсперг-Траун, Гуго фон, граф, обер-егермейстер Австрийского Императорского Двора
125. 1897 — Хуньяди де Кетей, Кальман[англ.], граф, обер-церемониймейстер Австрийского Императорского Двора
126. 1897 — Каллаи-де-Наги-Калло, Беньямин, министр финансов Австро-Венгрии
127. 1897 — Николаев, Иван Никитич, тайный советник, сенатор
128. 13.01.1897 — Лигниц, Фридрих Вильгельм фон, генерал от инфантерии германской службы (бриллиантовые знаки — 12.04.1901)
129. 13.01.1897 — Лобковиц, Рудольф Фердинанд фон, фельдцейхмейстер австро-венгерской службы (бриллиантовые знаки — 13.01.1897)
130. 13.01.1897 — Вернер, Пауль фон, генерал-адъютант герцога Гессенского
131. 13.01.1897 — Ганке, Вильгельм фон, генерал от инфантерии прусской службы
132. 13.01.1897 — фон Винтерфельд, Гуго, генерал-адъютант императора Германского
133. 13.01.1897 — фон Шлиффен, Альфред, генерал-адъютант императора Германского
134. 19.02.1897 — фон Кнорр, Эдуард[нем.], адмирал германской службы
135. 03.04.1897 — Бюцов, Евгений Карлович, тайный советник (бриллиантовые знаки — 1902)
136. 22.04.1897 — фон Бек, Фридрих, граф, фельдцейхмейстер австрийской службы, (бриллиантовые знаки — 07.05.1897)
137. 29.04.1897 — Икскуль-Гилленбанд, Александр фон, граф, генерал от кавалерии австрийской службы (бриллиантовые знаки — 19.09.1903)
138. 29.04.1897 — фон Кригхаммер, Эдмунд, генерал от кавалерии австрийской службы
139. 29.04.1897 — Паар, Эдуард фон, граф, генерал-адъютант императора Германского (бриллиантовые знаки — 19.09.1903)
140. 06.05.1897 — Анастасий (Добрадин), епископ Воронежский и Задонский
141. 06.05.1897 — Владимир (Никольский), епископ Нижегородский и Арзамасский
142. 12.05.1897 — Андреев, Валериан Алексеевич, тайный советник
143. 14.08.1897 — Кульстрем, Фёдор Лаврентьевич, генерал-лейтенант (бриллиантовые знаки — 06.12.1902)
144. 14.08.1897 — Назимов, Павел Николаевич, вице-адмирал, член Адмиралтейств-совета
145. 14.08.1897 — Шульман, Николай Густавович, генерал от инфантерии
146. 26.09.1897 — Айвазовский, Иван Константинович, действительный тайный советник
147. 25.11.1897 — фон Ведель, Карл[нем.], князь, генерал-адъютант императора Германского
148. 25.11.1897 — Жерве, Альфред Альбер, вице-адмирал французской службы (бриллиантовые знаки — 05.12.1902)
149. 06.12.1897 — Максимович, Василий Николаевич, генерал-лейтенант (брилл. знаки — 03.06.1899)
150. 06.12.1897 — Скалон, Василий Данилович, генерал-лейтенант (брилл. знаки — 06.12.1902)
151. 06.12.1897 — Лермонтов, Александр Михайлович, генерал-лейтенант (брилл. знаки — 06.12.1902)
152. 06.12.1897 — Батьянов, Михаил Иванович, генерал-лейтенант (брилл. знаки — 13.08.1902)
153. 06.12.1897 — Зеземан, Эдуард Эдуардович, генерал-лейтенант, командир Кавказского армейского корпуса
154. 01.01.1898 — Голубев, Иван Яковлевич, тайный советник (бриллиантовые знаки — 11.08.1904)
155. 01.01.1898 — Шидловский, Николай Владимирович, тайный советник (бриллиантовые знаки — 01.01.1907)
156. 01.01.1898 — Сазонов, Михаил Николаевич, тайный советник, сенатор
157. 01.01.1898 — Боголюбов, Николай Петрович, тайный советник, сенатор (бриллиантовые знаки — 01.01.1909)
158. 01.01.1898 — Бутовский, Пётр Михайлович, тайный советник, сенатор, товарищ министра юстиции (бриллиантовые знаки — 01.01.1904)
159. 01.01.1898 — Завадский, Владислав Ромулович, тайный советник, сенатор, управляющий межевой частью (бриллиантовые знаки — 01.01.1905)
160. 01.01.1898 — Кутайсов, Павел Ипполитович, граф, генерал-лейтенант, сенатор (бриллиантовые знаки — 17.06.1904)
161. 01.01.1898 — Тевяшёв, Николай Николаевич, генерал-лейтенант, (бриллиантовые знаки — 01.01.1901)
162. 14.01.1898 — Бийо, Жан-Батист, военный министр Франции
163. 22.03.1898 — Конаржевский, Генрих Альбертович, инженер-генерал (бриллиантовые знаки — 13.08.1903)
164. 22.03.1898 — Бобриков, Георгий Иванович, генерал-лейтенант, (бриллиантовые знаки — 06.12.1904)
165. 05.04.1898 — Ламздорф, Владимир Николаевич, граф, гофмейстер Высочайшего Двора, товарищ министра иностранных дел (бриллиантовые знаки — 11.08.1904)
166. 05.04.1898 — Петров, Николай Иванович, генерал-лейтенант
167. 06.05.1898 — Антонин (Державин), епископ Псковский и Порховский
168. 06.05.1898 — Сергий (Серафимов), епископ Астраханский и Енотаевский
169. 13.06.1898 — Эгерштром, Николай Фёдорович, генерал от артиллерии
170. 13.06.1898 — Трейтер, Василий Васильевич, генерал-лейтенант
171. 13.06.1898 — Давыдов, Фёдор Васильевич, генерал-лейтенант
172. 06.12.1898 — Яновский, Василий Иванович, генерал от инфантерии (брилл. знаки — 21.06.1900)
173. 06.12.1898 — Водар, Александр Карлович, генерал-лейтенант (брилл. знаки — 06.12.1903)
174. 11.12.1898 — Турхан-Паша, посол Турции в России, (брилл. знаки — 23.10.1900)
175. 21.12.1898 — Асланбегов, Аврамий Богданович, вице-адмирал
176. 1899 — Романов, Фёдор Александрович, князь императорской крови
177. 01.01.1899 — Фредерикс, Владимир Борисович, барон, граф, генерал-лейтенант, (бриллиантовые знаки — 06.12.1903)
178. 01.01.1899 — Проскуряков, Фёдор Иванович, тайный советник, сенатор
179. 26.02.1899 — Петровский, Александр Фёдорович, генерал от кавалерии (бриллиантовые знаки — 26.05.1899)
180. 23.03.1899 — Виллагонзало, посол испанский в Петербурге
181. 31.03.1899 — Делькассе, Теофиль, министр иностранных дел Французской Республики
182. 13.04.1899 — Бофорт, Виллем Хендрик де, министр иностранных дел Нидерландов
183. 18.04.1899 — Трубецкой, Николай Петрович, князь, тайный советник, почётный опекун
184. 18.04.1899 — Арапов, Константин Устинович, генерал-лейтенант (бриллиантовые знаки — 08.04.1901)
185. 18.04.1899 — Шмидт, Владимир Петрович, адмирал, (бриллиантовые знаки — 06.04.1903)
186. 06.05.1899 — Макарий (Невский), епископ Томский и Барнаульский, (бриллиантовые знаки — 01.04.1911)
187. 26.05.1899 — Комаров, Александр Виссарионович, генерал от инфантерии
188. 26.05.1899 — Домонтович, Михаил Алексеевич, генерал от инфантерии
189. 26.05.1899 — Дружинин, Яков Александрович, генерал-лейтенант
190. 26.05.1899 — Зыков, Сергей Павлович, генерал-лейтенант
191. 05.06.1899 — Таганцев, Николай Степанович, тайный советник, сенатор (бриллиантовые знаки — 19.03.1913)
192. 18.07.1899 — Буржуа, Леон, премьер-министр Франции
193. 07.11.1899 — Гродеков, Николай Иванович, генерал-лейтенант, (бриллиантовые знаки — 11.08.1904)
194. 09.11.1899 — Сильвела, Франсиско, глава кабинета министров Испании
195. 06.12.1899 — Тутолмин, Иван Фёдорович, генерал от кавалерии (брилл. знаки — 06.12.1904)
196. 06.12.1899 — Паренсов, Пётр Дмитриевич, генерал-лейтенант (брилл. знаки — 06.12.1904)
197. 06.12.1899 — Крживоблоцкий, Яков Степанович, генерал от инфантерии
198. 06.12.1899 — Гюббенет, Оскар Яковлевич, генерал-лейтенант
199. 06.12.1899 — Цемиров, Владимир Михайлович, генерал-лейтенант, постоянный член Главного военного суда
200. 06.12.1899 — Солтанов, Павел Алексеевич, генерал-лейтенант (бриллиантовые знаки — 06.12.1906)
201. 06.12.1899 — Казнаков, Николай Иванович, вице-адмирал (бриллиантовые знаки — 06.12.1904)
202. 23.12.1899 — Кёстер, Ганс Людвиг Раймунд фон, адмирал прусской службы, (брилл. знаки — 22.11.1901)
203. 23.12.1899 — Плессен, Ганс фон, генерал от инфантерии прусской службы, (брилл. знаки — 05.04.1901)
204. 1900 — Берх, Александр Маврикиевич, генерал-лейтенант, (брилл. знаки — 06.12.1905)
205. 1900 — Мухаммад Рахим-хан II, хан Хивы
206. ок. 1900 — Тыртов, Павел Петрович, вице-адмирал
207. ок. 1900 — Мирза Азгер Али Хан, великий визирь Персии
208. 01.01.1900 — Нечаев-Мальцев, Юрий Степанович, гофмейстер Высочайшего Двора (бриллиантовые знаки — 01.01.1905)
209. 01.01.1900 — Мицкевич, Аркадий Николаевич, гофмейстер Высочайшего Двора, тайный советник
210. 01.01.1900 — Гончаров, Сергей Сергеевич, гофмейстер Высочайшего Двора (брилл. знаки — 01.01.1908)
211. 01.01.1900 — Бобровский, Павел Осипович, генерал от инфантерии, сенатор
212. 01.01.1900 — Фрезе, Александр Александрович, генерал-лейтенант (брилл. знаки — 06.12.1905)
213. 01.01.1900 — Фадеев, Пётр Александрович, тайный советник
214. 01.01.1900 — Мясоедов, Николай Николаевич, тайный советник
215. 23.01.1900 — Романов, Никита Александрович, князь императорской крови
216. 02.03.1900 — Гольцинг-Берштетт, Адольф фон, барон, обер-шталмейстер великого герцога Баденского
217. 09.04.1900 — Петров, Николай Степанович, тайный советник (бриллиантовые знаки — 30.03.1906)
218. 09.04.1900 — Платер, Адам Степанович, граф, шталмейстер Высочайшего Двора
219. 09.04.1900 — Ламсдорф, Александр Николаевич, граф, гофмейстер
220. 09.04.1900 — Марков, Сергей Владимирович, действительный тайный советник (бриллиантовые знаки — 11.08.1904)
221. 06.05.1900 — Флавиан (Городецкий), архиепископ Карталинский и Кахетинский, экзарх Грузии, (бриллиантовые знаки — 06.05.1906)
222. 06.05.1900 — Ювеналий (Половцев), архиепископ Литовский и Виленский
223. 06.05.1900 — Иларион (Юшенов), епископ Полтавский и Переяславский
224. 06.05.1900 — Гурий (Охотин), присутствующий в Святейшем Синоде епископ
225. 06.05.1900 — Желобовский, Александр Алексеевич, протопресвитер (бриллиантовые знаки — 06.05.1904)
226. 06.06.1900 — Окдай, Ахмед Тевфик, великий визирь Османской Империи, (бриллиантовые знаки — 01.07.1909)
227. 06.06.1900 — Халиль Рыфат-паша, великий визирь Османской Империи
228. 06.07.1900 — Теотокис, Георгиос, премьер-министр Греции
229. 09.07.1900 — Пикар, Альфред-Морис, французский инженер
230. 08.08.1900 — Комаров, Константин Виссарионович, генерал от инфантерии (брилл. знаки — 06.12.1904)
231. 08.08.1900 — Крыжановский, Павел Андреевич, генерал-лейтенант (брилл. знаки — 06.12.1904)
232. 08.08.1900 — Шаликов, Михаил Яковлевич, генерал-лейтенант
233. 02.12.1900 — Риза-Паша, военный министр Турции
234. 02.12.1900 — Кючюк Мехмед Саид-паша, великий визирь Османской империи
235. ок. 1901 — Вильгельм Эрнст Саксен-Веймар-Эйзенахский, великий герцог Саксен-Веймар-Эйзенахский
236. 08.1901 — Романов, Дмитрий Александрович, князь императорской крови
237. 01.01.1901 — Маркович, Андрей Николаевич, действительный тайный советник
238. 01.01.1901 — Кохманский, Вячеслав Симфорианович, тайный советник (бриллиантовые знаки — 17.04.1916)
239. 01.01.1901 — Максимовский, Михаил Семёнович, генерал от инфантерии (бриллиантовые знаки — 24.03.1902)
240. 01.01.1901 — Штубендорф, Отто Эдуардович фон, генерал-лейтенант (бриллиантовые знаки — 06.12.1905)
241. 01.01.1901 — Гродеков, Владимир Иванович, генерал-лейтенант, постоянный член Главного военного суда
242. 01.01.1901 — князь Амираджибов, Михаил Кайхосрович, генерал-лейтенант
243. 01.01.1901 — Верховский, Владимир Владимирович, тайный советник
244. 01.01.1901 — Кидошенков, Николай Васильевич, тайный советник,
245. 01.01.1901 — Аничков, Николай Милиевич, тайный советник
246. 14.01.1901 — Епанчин, Алексей Павлович, вице-адмирал (бриллиантовые знаки — 04.12.1906)
247. 25.01.1901 — Вальдек-Руссо, Пьер Мари, председатель Совета министров Французской Республики (бриллиантовые знаки — 22.09.1901)
248. 01.04.1901 — Теннер, Иеремий Карлович, генерал-лейтенант
249. 01.04.1901 — Валь, Виктор Вильгельмович фон, генерал-лейтенант (бриллиантовые знаки — 16.04.1909)
250. 01.04.1901 — Оболенский, Николай Сергеевич, князь, действительный тайный советник, почётный опекун (бриллиантовые знаки — 10.04.1911)
251. 30.03.1901 — Оболенский-Нелединский-Мелецкий, Валериан Сергеевич, князь, шталмейстер Высочайшего Двора, товарищ министра иностранных дел (бриллиантовые знаки — 01.01.1905)
252. 24.04.1901 (с мечами) — Каульбарс, Александр Васильевич, барон, генерал-лейтенант (бриллиантовые знаки — 06.12.1907)
253. 17.05.1901 — Вистаэрмоса, Нарсисо Гарсия Лойгорри и Рисо, 2-й герцог де Вистаэрмоса, посол испанский в Петербурге
254. 30.06.1901 — Шёлль, Фридрих фон, генерал-полковник прусской службы, (бриллиантовые знаки — 22.11.1908)
255. 27.07.1901 — Ольденбургский, Пётр Александрович, принц Ольденбургский
256. 07.08.1901 — Адамович, Леонид Ефремович, генерал от артиллерии
257. 07.08.1901 — Новицкий, Николай Дементьевич, генерал от кавалерии (бриллиантовые знаки — 06.12.1905)
258. 07.08.1901 — Ушаков, Кирилл Андреевич, генерал-лейтенант, постоянный член Главного военного суда
259. 22.09.1901 — Фальер, Арман, председатель Сената Французской Республики (с бриллиантовыми знаками)
260. 22.09.1901 — Дешанель, Поль, председатель Палаты депутатов Французской Республики (с бриллиантовыми знаками)
261. 09.10.1901 — Ланженьё, Бенуа-Мари, кардинал, архиепископ Реймсский
262. 18.11.1901 — Лейхтенбергский, Александр Георгиевич, князь, герцог Романовский
263. 22.11.1901 — Кастенкиольд, Людвиг фон, датский тайный советник и камергер
264. 22.11.1901 — Томсен, Август фон, адмирал германского флота
265. 06.12.1901 — Мейендорф, Феофил Егорович, барон, генерал от кавалерии (брилл. знаки с мечами — 26.03.1905)
266. 06.12.1901 — Семёнов, Сергей Семёнович, генерал-лейтенант
267. 06.12.1901 — Бестужев-Рюмин, Василий Николаевич, генерал-лейтенант
268. 06.12.1901 — Канищев, Сергей Степанович, генерал-лейтенант (брилл. знаки — 17.06.1904)
269. 06.12.1901 — Головин, Николай Михайлович, генерал-лейтенант (брилл. знаки — 17.06.1904)
270. 06.12.1901 — Пилкин, Пётр Павлович, вице-адмирал (бриллиантовые знаки — 17.04.1905)
271. ок. 1902 — Альфонсо XIII, король Испании
272. ок. 1902 — Коджон, император Кореи
273. ок. 1902 — Мозафереддин-шах Каджар, шах Персии
274. ок. 1902 — Николай, принц (королевич) Греческий
275. 1902 — Шипов, Авдий Иванович, тайный советник
276. 1902 — Евреинов, Григорий Александрович, тайный советник, сенатор (бриллиантовые знаки — 20.11.1914)
277. 1902 — Синеоков-Андреевский, Дорофей Степанович, тайный советник, сенатор
278. 1902 — Юренев, Пётр Александрович, тайный советник, сенатор (бриллиантовые знаки — 04.05.1911)
279. 17.01.1902 — Брюжер, Анри-Жозеф, дивизионный генерал французской службы
280. 17.01.1902 — Дюшен, Жак-Шарль-Рене-Аштль, дивизионный генерал французской службы
281. 14.04.1902 — Долгоруков, Александр Сергеевич, князь, обер-гофмаршал Высочайшего Двора (бриллиантовые знаки — 11.08.1904)
282. 06.05.1902 — Саблер, Владимир Карлович, тайный советник (брилл. знаки — 01.01.1910)
283. 16.05.1902 — Антоний (Вадковский), митрополит Санкт-Петербургский и Ладожский (бриллиантовые знаки — 06.05.1907)
284. 17.05.1902 — Андре, Луи-Жозеф-Николя, французский дивизионный генерал
285. 20.06.1902 — Ёсихито, император Японии
286. 01.07.1902 — Шмит, Александр Оттович, генерал-лейтенант
287. 13.08.1902 — Бурман, Вольдемар Георгиевич, инженер-генерал
288. 13.08.1902 — Витторф, Владимир Павлович, генерал от инфантерии
289. 13.08.1902 — Зайцов, Иван Моисеевич, генерал-лейтенант
290. 13.08.1902 — Колокольцов, Александр Александрович, генерал-лейтенант по адмиралтейству
291. 13.08.1902 — Кузнецов, Николай Иванович, генерал-лейтенант
292. 13.08.1902 — Турбин, Николай Матвеевич, генерал от инфантерии (брилл. знаки — 06.12.1905)
293. 24.09.1902 — Кузнецов, Вавила Алексеевич, генерал-лейтенант, начальник Московского дворцового управления
294. 25.10.1902 — Колоколов, Николай Георгиевич, действительный тайный советник (бриллиантовые знаки — 06.12.1905)
295. 13.11.1902 — Романов, Ростислав Александрович, князь императорской крови
296. 06.12.1902 — Перлик, Пётр Тимофеевич, генерал от инфантерии (брилл. знаки — 17.06.1904)
297. 06.12.1902 — Латур-де-Бернгард, Владимир Андреевич, генерал от инфантерии
298. 06.12.1902 — Щербатов, Александр Петрович, князь, генерал от инфантерии, командир 2-го армейского корпуса
299. 06.12.1902 — Любовицкий, Юлиан Викторович, генерал от инфантерии, командир 9-го армейского корпуса
300. 06.12.1902 — Ребиндер, Александр Максимович, генерал от кавалерии, командир 13-го армейского корпуса
301. 06.12.1902 — Лауниц, Михаил Васильевич фон дер, генерал от кавалерии (бриллиантовые знаки — 06.12.1908)
302. 06.12.1902 — Пантелеев, Александр Ильич, генерал-лейтенант (брилл. знаки — 16.06.1906)
303. 06.12.1902 — Соболев, Леонид Николаевич, генерал-лейтенант (брилл. знаки с мечами — 10.04.1905)
304. 06.12.1902 — Юнаков, Леонтий Авксентьевич, генерал-лейтенант
305. 06.12.1902 — Васмунд, Георгий Робертович, генерал-лейтенант
306. 06.12.1902 — Купреянов, Яков Иванович, вице-адмирал
307. ок. 1903 — Андрей, принц (королевич) Греческий
308. ок. 1903 — Отто Франц, эрцгерцог Австрии
309. 01.01.1903 — Гойнинген-Гюне, Эмилий Фёдорович фон, барон, тайный советник, сенатор (бриллиантовые знаки — 14.05.1911)
310. 01.01.1903 — Слободчиков, Иван Дмитриевич, тайный советник
311. 06.04.1903 — Арсеньев, Василий Сергеевич, действительный тайный советник (бриллиантовые знаки — 13.04.1908)
312. 06.04.1903 — Веселовский, Павел Петрович, тайный советник, (бриллиантовые знаки — 22.04.1907)
313. 06.04.1903 — Всеволожский, Иван Александрович, обер-гофмейстер, (бриллиантовые знаки — 02.04.1906)
314. 06.04.1903 — Зеленой, Павел Алексеевич, полный генерал по адмиралтейству
315. 06.04.1903 — Капнист, Пётр Алексеевич, граф, действительный тайный советник
316. 06.04.1903 — Маразли, Григорий Григорьевич, тайный советник
317. 06.04.1903 — Скалон, Дмитрий Антонович, генерал-лейтенант (бриллиантовые знаки — 12.01.1914)
318. 06.05.1903 — Богданович, Евгений Васильевич, генерал-лейтенант (бриллиантовые знаки — 04.05.1911)
319. 06.05.1903 — Николай (Зиоров), епископ Таврический и Симферопольский (бриллиантовые знаки — 20.05.1912)
320. 15.05.1903 — Бонапарт, Луи Наполеон Жозеф Жером, принц, генерал-лейтенант
321. 01.06.1903 — Георгий Георгиевич Мекленбург-Стрелицкий, герцог Мекленбург-Стрелица
322. 13.08.1903 — Геркен, Федор Алексеевич, вице-адмирал
323. 13.08.1903 — Мевес, Михаил Троянович фон, генерал от инфантерии
324. 13.08.1903 — Киреев, Александр Алексеевич, генерал-лейтенант
325. 09.09.1903 — Пендезек, Жан-Мари-Туссен, дивизионный генерал французской службы
326. 01.10.1903 — Верховский, Владимир Павлович, адмирал, (бриллиантовые знаки — 21.04.1908)
327. 06.12.1903 — Богаевский, Николай Венедиктович, генерал-лейтенант (бриллиантовые знаки — 06.12.1909)
328. 06.12.1903 — Макаров, Аполлон Николаевич, генерал-лейтенант (бриллиантовые знаки — 14.05.1906)
329. 01.01.1904 — Гасман, Анатолий Григорьевич, тайный советник, (бриллиантовые знаки — 01.01.1908)
330. 01.01.1904 — Петров, Александр Иванович, гофмейстер
331. 01.01.1904 — Шнейдер, Карл Васильевич, тайный советник, сенатор (бриллиантовые знаки — 01.01.1911)
332. 28.03.1904 — Балашов, Иван Петрович, егермейстер, (бриллиантовые знаки с мечами — 22.04.1907)
333. 28.03.1904 — Дурново, Пётр Николаевич, тайный советник, (бриллиантовые знаки с мечами — 18.04.1910)
334. 28.03.1904 — Капнист, Василий Алексеевич, граф, гофмейстер
335. 28.03.1904 — Капнист, Дмитрий Алексеевич, граф, тайный советник
336. 28.03.1904 — Козен, Александр Фёдорович, генерал от инфантерии (бриллиантовые знаки — 18.04.1910)
337. 28.03.1904 — Квицинский, Иосиф Онуфриевич, генерал-лейтенант
338. 28.03.1904 — Михаил Георгиевич, герцог Мекленбург-Стрелицкий
339. 28.03.1904 — Ган, Дмитрий Карлович, генерал от инфантерии
340. 28.03.1904 — Диков, Иван Михайлович, вице-адмирал (бриллиантовые знаки — 08.01.1909)
341. 06.04.1904 — Кассини, Артур Павлович, граф, гофмейстер, посол России в США, (бриллиантовые знаки — 18.12.1904)
342. 28.04.1904 — Гирс, Фёдор Александрович, вице-адмирал
343. 06.05.1904 — Агафодор (Преображенский), епископ Ставропольский и Екатеринодарский, (бриллиантовые знаки — 06.05.1914)
344. 06.05.1904 — Антоний (Соколов), епископ Черниговский и Нежинский
345. 06.05.1904 — Виссарион (Нечаев), епископ Костромской и Галичский
346. 06.05.1904 — Димитрий (Самбикин), архиепископ Тверской и Кашинский
347. 06.05.1904 — Смирнов, Пётр Алексеевич, протоиерей
348. 05.06.1904 — Вергопуло, Иван Эммануилович, тайный советник, член Совета министра внутренних дел
349. 05.06.1904 — Жилинский, Иосиф Ипполитович, генерал-лейтенант
350. 11.06.1904 — Ермолов, Алексей Сергеевич, действительный тайный советник, (бриллиантовые знаки — 01.01.1908)
351. 17.06.1904 — Сиверс, Михаил Александрович, генерал от артиллерии, член Александровского комитета о раненых
352. 11.08.1904 — Алексей Николаевич, наследник цесаревич и великий князь
353. 11.08.1904 — Муравьёв, Николай Валерианович, действительный тайный советник, статс-секретарь Е. И. В., министр юстиции
354. 20.11.1904 — Борх, Юрий Александрович, граф, генерал-лейтенант
355. 06.12.1904 — Васильев, Василий Михайлович, генерал-лейтенант
356. 06.12.1904 — Чемерзин, Александр Яковлевич, инженер-генерал (бриллиантовые знаки — 26.05.1909)
357. 06.12.1904 — Каханов, Семён Васильевич, генерал от кавалерии
358. 06.12.1904 — Морозов, Павел Николаевич, тайный советник, (бриллиантовые знаки — 30.10.1907)
359. 06.12.1904 — Гильхен, Эдуард Викентьевич, генерал от артиллерии
360. 06.12.1904 — Плаксин, Вадим Васильевич, генерал от инфантерии, член Александровского комитета о раненых
361. 06.12.1904 — Бильдерлинг, Александр Александрович, барон, генерал от кавалерии (мечи к ордену — 10.04.1905, бриллиантовые знаки — 06.12.1909)
362. 06.12.1904 — Сухотин, Николай Николаевич, генерал-лейтенант (бриллиантовые знаки — 01.01.1911)
363. 06.12.1904 — Мылов, Сергей Николаевич, генерал-лейтенант, командир 8-го армейского корпуса
364. 06.12.1904 — Винспиер, Давид Францискович, генерал-лейтенант, состоящий при великом князе Михаиле Николаевиче
365. 06.12.1904 — Барабаш, Яков Фёдорович, генерал-лейтенант (бриллиантовые знаки — 30.06.1908)
366. 06.12.1904 — Газенкампф, Михаил Александрович, генерал-лейтенант (бриллиантовые знаки — 06.05.1909)
367. 06.12.1904 — Платонов, Флорентий Николаевич, генерал-лейтенант (бриллиантовые знаки — 01.01.1911)
368. 06.12.1904 — Репнин, Николай Васильевич, гофмейстер, (бриллиантовые знаки — 13.04.1908)
369. 06.12.1904 — Артамонов, Николай Дмитриевич, генерал-лейтенант (бриллиантовые знаки — 06.12.1911)
370. 06.12.1904 — Быков, Сергей Александрович, действительный тайный советник, постоянный член Главного военного суда (бриллиантовые знаки — 06.12.1907)
371. 06.12.1904 — Подгородников, Иван Григорьевич, тайный советник
372. 25.12.1904 — Долгоруков, Николай Сергеевич, князь, генерал-лейтенант, (бриллиантовые знаки — 10.10.1909)
373. 1905 — Морголи, Александр Михайлович, тайный советник
374. ок. 1905 — Адальберт Фердинанд, принц Прусский
375. ок. 1905 — Вильгельм, кронпринц Германский и Прусский
376. ок. 1905 — Вильгельм IV, великий герцог Люксембургский, герцог Нассауский
377. 01.01.1905 — Дараган, Михаил Петрович, тайный советник, шталмейстер (бриллиантовые знаки — 21.02.1913)
378. 01.01.1905 — Иванов, Аполлон Викторович, тайный советник, сенатор
379. 01.01.1905 — Лихачёв, Владимир Иванович, действительный тайный советник, сенатор
380. 01.01.1905 — Попов, Александр Николаевич, тайный советник, сенатор
381. 01.01.1905 — Ренар, Иван Карлович, тайный советник, товарищ министра народного просвещения
382. 01.04.1905 (с мечами) — Штакельберг, Георгий Карлович фон, барон, генерал-лейтенант (бриллиантовые знаки с мечами — 21.04.1908)
383. 08.04.1905 — Ермолов, Александр Сергеевич, тайный советник, (бриллиантовые знаки — 25.03.1912)
384. 17.04.1905 — Акинфов, Владимир Николаевич, тайный советник, (бриллиантовые знаки — 14.04.1913)
385. 17.04.1905 — Батюшков, Дмитрий Николаевич, действительный тайный советник
386. 17.04.1905 — Бобринский, Алексей Александрович, граф, гофмейстер, (бриллиантовые знаки — 01.02.1911)
387. 17.04.1905 — Болдарев, Николай Аркадьевич, тайный советник
388. 17.04.1905 — Дмитриев, Михаил Дмитриевич, тайный советник, (бриллиантовые знаки — 18.08.1914)
389. 17.04.1905 — Евреинов, Владимир Алексеевич, тайный советник, (бриллиантовые знаки — 04.06.1912)
390. 17.04.1905 — Менделеев, Дмитрий Иванович, тайный советник
391. 17.04.1905 — Оношкович-Яцына, Иван Феликсович, тайный советник, управляющий делами Александровского комитета о раненых (бриллиантовые знаки — 06.12.1913)
392. 17.04.1905 — Тычино, Никандр Григорьевич, тайный советник
393. 17.04.1905 — Цеймерн, Николай Максимович, генерал от инфантерии, почётный опекун (бриллиантовые знаки — 10.04.1911)
394. 17.04.1905 — Шевич, Дмитрий Егорович, тайный советник
395. 17.04.1905 — Пенхержевский, Иван Александрович, гофмейстер
396. 17.04.1905 — Стренг, Эмиль, сенатор и вице-председатель хоз. департамента Финляндского сената
397. 17.04.1905 — Урусов, Лев Павлович, князь, тайный советник, (бриллиантовые знаки — 25.07.1907)
398. 06.05.1905 — Иероним (Экземпляровский), архиепископ Холмский и Варшавский
399. 11.06.1905 — Энгельгардт, Александр Петрович, генерал-лейтенант
400. 11.06.1905 — Проценко, Александр Петрович, генерал-лейтенант
401. 11.06.1905 — Корольков, Николай Иванович, генерал-лейтенант
402. 11.06.1905 — Данилов, Алексей Николаевич, генерал-лейтенант
403. 11.06.1905 — Коверский, Эдуард Аврелианович, генерал-лейтенант
404. 11.06.1905 — Карасс, Иван Александрович, генерал-лейтенант, помощник командующего войсками Киевского военного округа
405. 11.06.1905 — Зубов, Владимир Николаевич, генерал-лейтенант
406. 22.06.1905 (с мечами) — Случевский, Капитон Константинович, генерал-лейтенант
407. 14.07.1905 — Фишер, Александр Адамович, генерал-лейтенант
408. 22.07.1905 — Голенищев-Кутузов-Толстой, Павел Павлович, обер-егермейстер, (брилл. знаки — 18.09.1907)
409. 30.07.1905 — Маслов, Николай Николаевич, генерал-лейтенант, главный военный прокурор и начальник Главного военно-судного управления
410. 30.07.1905 — Ростковский, Феликс Яковлевич, генерал-лейтенант, главный интендант и начальник Главного интендантского управления Военного министерства (бриллиантовые знаки — 08.02.1915)
411. 30.07.1905 — Щербов-Нефедович, Павел Осипович, генерал-лейтенант (брилл. знаки — 06.12.1910)
412. 09.10.1905 — Николай Японский, святой равноапостольный, (брилл. знаки — 06.05.1908)
413. 26.10.1905 — Хилков, Михаил Иванович, князь, действительный тайный советник, (бриллиантовые знаки)
414. 02.11.1905 — Гриппенберг, Оскар-Фердинанд Казимирович, генерал от инфантерии
415. 06.12.1905 — Баранов, Александр Евстафьевич, генерал-лейтенант, начальник Пермской местной бригады
416. 06.12.1905 — Агаси-Бек-Авшаров, Александр Александрович, генерал-лейтенант
417. 06.12.1905 — Звегинцов, Иван Александрович, тайный советник
418. 06.12.1905 — Павлов, Иван Петрович, генерал от инфантерии, член Военного совета
419. 06.12.1905 — Нарбут, Михаил Александрович, генерал от инфантерии, член Военного совета
420. 06.12.1905 — Ридигер, Александр Николаевич, генерал от инфантерии, член Военного совета (бриллиантовые знаки — 06.12.1909)
421. 09.12.1905 — Иоанн Кронштадтский, святой, праведный
422. 01.01.1906 — Тобизен, Герман Августович, тайный советник, гофмейстер, сенатор (бриллиантовые знаки — 21.02.1913)
423. 15.01.1906 — Боголюбов, Андрей Андреевич, генерал от инфантерии
424. 24.01.1906 — Девавонгзе Варопрабаро, принц Сиама, министр иностранных дел, (бриллиантовые знаки — 24.01.1906)
425. 04.02.1906 — Подбельский, Виктор фон, генерал-лейтенант прусской службы
426. 04.02.1906 — Посадовский-Венер, Артур фон, граф, действительный тайный советник германской службы, (бриллиантовые знаки — 04.02.1906)
427. 22.02.1906 — Стенбок-Фермор, Алексей Александрович, граф, генерал-лейтенант, шталмейстер Двора Е. И. В.
428. 28.02.1906 — Рувье, Морис, премьер-министр Франции, (бриллиантовые знаки — 28.02.1906)
429. 23.03.1906 — Бомпар, Луи-Морис, посол в Петербурге, (бриллиантовые знаки — 23.03.1906)
430. 02.04.1906 — Аргамаков, Константин Фёдорович, действительный тайный советник, почётный опекун
431. 02.04.1906 — Воеводский, Николай Аркадьевич, егермейстер, (бриллиантовые знаки — 29.03.1909)
432. 02.04.1906 — Белаго, Дмитрий Евграфович, тайный советник
433. 02.04.1906 — Пушкин, Александр Александрович, генерал-лейтенант, почётный опекун (бриллиантовые знаки — 19.02.1911)
434. 02.04.1906 — Фан-дер-Флит, Константин Петрович, генерал-лейтенант, (бриллиантовые знаки — 06.12.1911)
435. 22.04.1906 — Афанасий (Пархомович), архиепископ Донской и Новочеркасский, (бриллиантовые знаки — 16.09.1908)
436. 22.04.1906 — Владимир (Сеньковский), Епископ Кишинёвский и Хотинский
437. 22.04.1906 — Розанов, Николай Иванович, протоиерей Воскресенского собора всех учебных заведений
438. 22.04.1906 — Витте, Сергей Юльевич, граф, Председатель Совета министров, (бриллиантовые знаки — 22.04.1906)
439. 26.04.1906 — Коковцов, Владимир Николаевич, граф, действительный тайный советник, статс-секретарь Е. И. В. (бриллиантовые знаки — 13.04.1908)
440. 06.05.1906 — Озеровский, Алексей Трифонович, генерал-лейтенант
441. 14.05.1906 — Лазарев, Михаил Михайлович, генерал-лейтенант
442. 16.06.1906 — Алексеев, Павел Александрович, генерал от инфантерии
443. 16.06.1906 — Иванов, Николай Мартынович, генерал-лейтенант
444. 16.06.1906 — Крюков, Григорий Васильевич, генерал-лейтенант, (бриллиантовые знаки — 06.12.1911)
445. 16.06.1906 — Лобко, Лев Львович, генерал от инфантерии
446. 16.06.1906 — Шульгин, Владимир Михайлович, генерал-лейтенант
447. 28.07.1906 — Мехмед Ферид-паша, великий визирь Османской империи
448. 03.08.1906 — Беляев, Тимофей Михайлович, генерал-лейтенант, (бриллиантовые знаки — 25.03.1912)
449. 06.12.1906 — Мицкевич, Иустин Васильевич, тайный советник
450. ок. 1907 — Максимилиан Баденский, принц Баденский
451. ок. 1907 — Фридрих II, великий герцог Баденский
452. 1907 — Борис III, царь Болгарии
453. не позднее 1907 — Эренталь, Алоиз фон, граф, министр иностранных дел Австро-венгрии
454. 01.01.1907 — Арцимович, Антон Антонович, тайный советник
455. 01.01.1907 — Желеховский, Владислав Антонович, тайный советник, сенатор (бриллиантовые знаки — 01.01.1911)
456. 01.01.1907 — Карницкий, Мартин-Иосиф-Иван Иванович, действительный тайный советник
457. 01.01.1907 — Корф, Анатолий Фёдорович, барон, тайный советник, (бриллиантовые знаки — 11.05.1912)
458. 01.01.1907 — Мельников, Александр Александрович, действительный тайный советник, сенатор
459. 01.01.1907 — Фененко, Владимир Фомич, тайный советник, (бриллиантовые знаки — 20.11.1914)
460. 01.01.1907 — Шамшин, Григорий Иванович, тайный советник (бриллиантовые знаки — 01.01.1914)
461. 01.01.1907 — Шванебах, Пётр Христианович, тайный советник, государственный контролёр
462. 02.01.1907 — Арнольди, Николай Константинович, действительный тайный советник, (бриллиантовые знаки — 06.12.1913)
463. 11.01.1907 — Мейер, Джордж, посол США в России
464. 20.01.1907 — Линдеквист, Оскар Фромгольд, генерал-полковник прусской службы, (бриллиантовые знаки — 20.01.1907)
465. 14.02.1907 — Мак-Кормик, Роберт Сандерсон, посол США в России
466. 27.02.1907 — Айербе, маркиз де, испанский дипломат, посол в России
467. 23.03.1907 — Астанкул, Бек Бий Кушбеги, бухарский государственный деятель
468. 23.03.1907 — Садр Казы Калям Мулла Мир Бареддин, бухарский государственный деятель
469. 05.04.1907 — Попел, Винценты Теофил, архиепископ Варшавы
470. 22.04.1907 — Благовещенский, Пётр Афанасьевич, протоиерей, (бриллиантовые знаки — 01.08.1911)
471. 22.04.1907 — Куракин, Анатолий Александрович, князь, шталмейстер, (бриллиантовые знаки — 25.03.1912)
472. 22.04.1907 — Нирод, Максимилиан Евстафьевич, граф, егермейстер, почётный опекун (бриллиантовые знаки — 21.02.1913)
473. 22.04.1907 — Перфильев, Сергей Степанович, тайный советник, почётный опекун
474. 22.04.1907 — Титов, Георгий Иоаннович, протоиерей, (бриллиантовые знаки — 15.11.1914)
475. 06.05.1907 — Агафангел (Преображенский), архиепископ Рижский и Митавский
476. 06.05.1907 — Владимир (Богоявленский), священномученик, Митрополит Московский и Коломенский, (бриллиантовые знаки — 06.05.1911)
477. 06.05.1907 — Димитрий (Ковальницкий), архиепископ Херсонский и Одесский
478. 06.05.1907 — Иаков (Пятницкий), архиепископ Симбирский и Сызранский
479. 06.05.1907 — Никанор (Каменский), архиепископ Варшавский и Привисленский
480. 06.06.1907 — Авелан, Фёдор Карлович, адмирал, (бриллиантовые знаки — 25.03.1912)
481. 06.06.1907 — Михайлов, Константин Иванович, генерал-лейтенант
482. 14.06.1907 — Романов, Гавриил Константинович, князь императорской крови
483. 14.06.1907 — Романов, Иоанн Константинович, князь императорской крови
484. 06.07.1907 — Романов, Василий Александрович, князь императорской крови
485. 22.07.1907 — Чиршки фон Бёгендорф, Генрих Леонард, действительный тайный советник прусской службы
486. 26.07.1907 — Гюльзен-Гезелер, Дитрих фон, граф, генерал от инфантерии прусской службы, (бриллиантовые знаки — 30.06.1908)
487. 13.08.1907 — Сайондзи Киммоти, маркиз, князь, премьер-министр Японии
488. 13.08.1907 — Хаяси Тадасу, виконт, граф, министр иностранных дел Японии
489. 06.10.1907 — Шён, Вильгельм фон, посол Германии в России, с октября 1907 статс-секретарь по иностранным делам (бриллиантовые знаки — 03.06.1909)
490. 10.10.1907 — Цин, министр иностранных дел Китая
491. 25.10.1907 — Торниелли Брузатти ди Вергано, Луиджи, граф, посол Италии во Франции
492. 25.10.1907 — Хокон VII, король Норвегии
493. 27.11.1907 — Титтони, Томмазо, министр иностранных дел Италии, (бриллиантовые знаки — 22.08.1910)
494. 06.12.1907 — Гильтебрандт, Яков Аполлонович, адмирал
495. 06.12.1907 — Деливрон, Карл Карлович, адмирал, (бриллиантовые знаки — 25.01.1910)
496. 09.1908 — Гардинг, Чарльз, 1-й герцог Гардинг оф Пенхёрст, посол в России
497. 09.1908 — Николсон, Артур, 1-й барон Карнок
498. 01.01.1908 — Булыгин, Александр Григорьевич, гофмейстер, (бриллиантовые знаки — 22.03.1915)
499. 01.01.1908 — Рейтерн, Евграф Евграфович, тайный советник, (бриллиантовые знаки — 01.01.1917)
500. 01.01.1908 — Случевский, Владимир Константинович, тайный советник (бриллиантовые знаки — 01.01.1914)
501. 01.01.1908 — Спиров, Михаил Иванович, тайный советник, сенатор
502. 01.01.1908 — Стишинский, Александр Семёнович, тайный советник, член Государственного совета (бриллиантовые знаки — 01.01.1917)
503. 01.01.1908 — Томара, Лев Павлович, тайный советник, гофмейстер, сенатор (бриллиантовые знаки — 13.04.1915)
504. 01.01.1908 — Тройницкий, Григорий Александрович, тайный советник, сенатор (бриллиантовые знаки — 23.03.1914)
505. 09.02.1908 — Мелегари, Джулио, посол Италии в России
506. 16.02.1908 — Тэраути Масатакэ, граф, генерал, военный министр Японии (бриллиантовые знаки — 19.06.1916)
507. 22.02.1908 — Лёвланд, Йёрген Гуннарсон, премьер-министр Норвегии
508. 22.02.1908 — Микельсен, Кристиан, бывший премьер-министр Норвегии
509. 01.03.1908 — Секендорф, Альберт фон, барон, вице-адмирал германской службы, (бриллиантовые знаки — 30.06.1908)
510. 16.04.1908 — Тролле, Эрик, министр иностранных дел Швеции
511. 19.04.1908 — Линдман, Арвид, премьер-министр Швеции
512. 21.04.1908 — Алексеев, Евгений Иванович, адмирал, генерал-адъютант, член Государственного совета (бриллиантовые знаки — 17.04.1913)
513. 21.04.1908 — Ломен, Николай Николаевич, вице-адмирал, генерал-адъютант, состоящий при Особе Е. И. В.
514. 12.05.1908 — Виньяза де ла, посол испанский в Петербурге
515. 17.05.1908 — Мануэл II, король Португалии
516. 06.06.1908 — Неофит (Неводчиков), архиепископ Кишинёвский и Хотинский
517. 30.06.1908 — Греков, Александр Матвеевич, генерал-лейтенант
518. 30.06.1908 — Кршивицкий, Константин Фаддеевич, генерал от инфантерии, Виленский, Ковенский и Гродненский губернатор и командующий войсками Виленского военного округа
519. 30.06.1908 — Якубовский, Иван Иосифович, генерал от инфантерии, член Военного совета
520. 30.06.1908 — Томич, Пётр Иванович, генерал-лейтенант, член Совета министра внутренних дел
521. 30.06.1908 — Тирпиц, Альфред фон, германский адмирал
522. 30.06.1908 — Тахтарев, Михаил Константинович, генерал-лейтенант
523. 30.06.1908 — Яцкевич, Владимир Авксентьевич, генерал от артиллерии, (бриллиантовые знаки — 22.03.1915)
524. 13.07.1908 — Тушар, Шарль-Филипп, вице-адмирал французской службы, (бриллиантовые знаки — 27.05.1909)
525. 20.07.1908 — Анчутин, Константин Николаевич, генерал-лейтенант
526. 09.08.1908 — Непорожнев, Николай Иванович, тайный советник, (бриллиантовые знаки — 06.04.1914)
527. 09.10.1908 — Толстой, Александр Феофилович, тайный советник, гофмейстер, член Совета министра внутренних дел
528. 19.10.1908 — Георгий Карагеоргиевич, королевич Сербский
529. 05.11.1908 — Cуза Перейра де Лима, Венцеслав де, премьер-министр Португалии
530. 07.11.1908 — Лакруа Анри де, дивизионный генерал французской службы
531. 16.11.1908 — Фаддеев, Семён Андреевич, генерал от инфантерии
532. 23.11.1908 — Фишер, Джон Арбетнот, 1-й барон Фишер оф Кильверстоун, адмирал флота великобританской службы
533. 23.11.1908 — Френч, Джон, 1-й граф Ипрский, британский фельдмаршал
534. 06.12.1908 — Дубасов, Фёдор Васильевич, адмирал
535. 09.12.1908 — Джолитти, Джованни, председатель Совета министров Италии (с бриллиантовыми знаками)
536. 09.12.1908 — Диас, Порфирио, президент Мексиканских Соединённых Штатов
537. не позднее1909 — Эссен, Фридрих, барон, гофмаршал шведского двора
538. 01.01.1909 — Варварин, Владимир Николаевич, тайный советник, сенатор
539. 01.01.1909 — Посников, Николай Петрович, гофмейстер, сенатор, старший председатель Варшавской судебной палаты (бриллиантовые знаки — 01.01.1914)
540. 01.01.1909 — Фойницкий, Иван Яковлевич, тайный советник, сенатор
541. 01.01.1909 — Олив, Сергей Васильевич, генерал от кавалерии
542. 01.01.1909 — Охотников, Владимир Николаевич, шталмейстер, (бриллиантовые знаки — 01.01.1914)
543. 01.01.1909 — Харитонов, Пётр Алексеевич, тайный советник, (бриллиантовые знаки — 22.03.1915)
544. 07.03.1909 — Цзай Фын Чун, князь-регент Китая, (бриллиантовые знаки)
545. 11.03.1909 — Редигер, Александр Фёдорович, генерал от инфантерии, при увольнении от должности военного министра, с оставлением членом Государственного совета (бриллиантовые знаки — 25.03.1912)
546. 15.03.1909 — Аргиропуло, Кимон Эммануилович, тайный советник, старший советник Министерства иностранных дел (бриллиантовые знаки — 14.04.1914)
547. 23.03.1909 — Хусейн Хильми-паша, великий визирь Османской империи
548. 29.03.1909 — Бирилёв, Алексей Алексеевич, адмирал, (бриллиантовые знаки — 01.06.1912)
549. 29.03.1909 — Танеев, Александр Сергеевич, обер-гофмейстер, (бриллиантовые знаки — 25.03.1912)
550. 19.04.1909 — Эрнст II, герцог Саксен-Альтенбургский
551. 06.05.1909 — Георгий (Орлов), архиепископ Астраханский и Енотаевский
552. 06.05.1909 — Николай (Налимов), архиепископ Владимирский и Суздальский, (бриллиантовые знаки — 06.05.1913)
553. 06.05.1909 — Никандр (Молчанов), архиепископ Литовский и Виленский
554. 06.05.1909 — Соболев, Иоанн Антонович, протоиерей
555. 13.05.1909 — Кунийоши дома Куни, принц Японии
556. 13.05.1909 — Насимото-но-мия Моримаса, принц Японии
557. 29.05.1909 — Вильгельм, принц Шведский
558. 29.05.1909 — Густав VI Адольф, король Шведский
559. 29.05.1909 — Фердинанд, принц Баварский, инфант Испанский
560. 03.06.1909 — Пурталес, Фридрих фон, граф, германский посол в Российской империи
561. 09.06.1909 — Добронизский, Александр Валентинович, тайный советник
562. 16.06.1909 — Свищевский, Дмитрий Тимофеевич, инженер-генерал, (бриллиантовые знаки — 22.03.1915)
563. 16.06.1909 — Субботкин, Евгений Михайлович, тайный советник
564. 30.06.1909 — Луи, Жорж, посол Франции в Петербурге
565. 30.06.1909 — Пишон, Стефан, министр иностранных дел Франции
566. 19.07.1909 — Брен, Жан-Жюль, дивизионный генерал французской службы
567. 22.07.1909 — Раухфус, Карл Андреевич, тайный советник, доктор медицины, лейб-педиатр Высочайшего двора
568. 23.07.1909 — Гренфелл, Фрэнсис, 1-й барон Гренфелл оф Килви, фельдмаршал великобританской службы
569. 23.07.1909 — Мэй, Уильям, сэр, адмирал флота Великобритании
570. 23.07.1909 — Сеймур, Эдуард, сэр, адмирал флота Великобритании
571. 24.09.1909 — Рифат-Паша, министр иностранных дел Турции
572. 10.10.1909 — Понцио Валья, Эмилио, граф, генерал-лейтенант итальянской службы
573. 18.10.1909 — Буэ де Лапейрер, Огюстен, вице-адмирал французской службы
574. 21.11.1909 — Гагарин, Константин Дмитриевич, князь, тайный советник
575. 06.12.1909 — Будде, Александр Эммануилович, генерал от артиллерии, член Александровского комитета о раненых (бриллиантовые знаки — 22.03.1915)
576. 06.12.1909 — Вернандер, Александр Петрович, инженер-генерал (брилл. знаки — 25.12.1912)
577. 06.12.1909 — Зарубаев, Николай Платонович, генерал от инфантерии, генерал-адъютант
578. 06.12.1909 — Извеков, Николай Нилович, полный генерал военно-морского судебного ведомства в отставке, бывший постоянный член Главного военно-морского суда
579. 06.12.1909 — Костырко, Пётр Захарович, генерал от артиллерии, член Военного совета
580. 06.12.1909 — Малама, Яков Дмитриевич, генерал от кавалерии
581. 06.12.1909 — Меллер-Закомельский, Александр Николаевич, барон, генерал от инфантерии, (брилл. знаки — 13.06.1912)
582. 06.12.1909 — Оноприенко, Александр Васильевич, генерал от артиллерии, член Александровского комитета о раненых (бриллиантовые знаки — 22.03.1915)
583. 06.12.1909 — Ореус, Михаил Фёдорович, генерал от артиллерии, (брилл. знаки — 16.06.1911)
584. 06.12.1909 — Остроградский, Всеволод Матвеевич, генерал от кавалерии, (брилл. знаки — 06.12.1913)
585. 06.12.1909 — Раабен, Рудольф Самойлович, генерал от артиллерии, (бриллиантовые знаки — 12.06.1913)
586. 06.12.1909 — Таль, Александр Яковлевич, генерал от кавалерии
587. 06.12.1909 — Тихомиров, Николай Иванович, действительный тайный советник, почётный лейб-окулист Двора Е. И. В. (бриллиантовые знаки — 06.12.1912)
588. 06.12.1909 — Унтербергер, Павел-Симон Фридрихович, инженер-генерал (бриллиантовые знаки — 13.06.1912)
589. 06.12.1909 — Эристов, Давид Евстафьевич, генерал от кавалерии
590. 22.12.1909 — Цзай Сюнь, китайский князь 2-й степени, генерал-адмирал
591. не позднее 1910 — Бетман-Гольвег, Теобальд фон, рейхсканцлер Германской империи
592. 01.01.1910 — Дейтрих, Владимир Фёдорович, тайный советник (бриллиантовые знаки — 01.01.1917)
593. 01.01.1910 — Зиновьев, Николай Алексеевич, действительный тайный советник (бриллиантовые знаки — 08.01.1914)
594. 01.01.1910 — Кобылинский, Пётр Петрович, тайный советник (бриллиантовые знаки — 01.01.1917)
595. 01.01.1910 — Люце, Михаил Фёдорович, тайный советник, сенатор
596. 01.01.1910 — Носов, Леонид Иоакимович, тайный советник
597. 01.01.1910 — Рухлов, Сергей Васильевич, тайный советник (бриллиантовые знаки — 27.10.1915)
598. 01.01.1910 — Смиттен, Владимир Васильевич, тайный советник, сенатор
599. 01.01.1910 — Сухомлинов, Владимир Александрович, генерал от кавалерии, военный министр (бриллиантовые знаки — 21.02.1913)
600. 01.01.1910 — Толь, Сергей Александрович, граф, егермейстер, член Государственного совета
601. 01.01.1910 — Шереметев, Сергей Дмитриевич, граф, обер-егермейстер (бриллиантовые знаки — 21.02.1913)
602. 01.01.1910 — Акимов, Михаил Григорьевич, министр юстиции (бриллиантовые знаки — 01.01.1913)
603. 01.01.1910 — Брянчанинов, Николай Семёнович, шталмейстер
604. 04.02.1910 — Сосновский, Василий Осипович, тайный советник, врач
605. 20.03.1910 — Пётр I Карагеоргиевич, король сербов, хорватов и словенцев
606. 24.03.1910 — Хирояши дома Фусими, принц Японии
607. 18.04.1910 — Барятинский, Владимир Анатольевич, князь, генерал от инфантерии, (бриллиантовые знаки — 06.12.1913)
608. 18.04.1910 — Максимович, Константин Клавдиевич, генерал от кавалерии, (бриллиантовые знаки — 06.12.1913)
609. 18.04.1910 — Остроумов, Пётр Иванович, тайный советник, сенатор
610. 18.04.1910 — Романов, Пётр Михайлович, тайный советник
611. 18.04.1910 — Фредерикс, Лев Александрович, барон, генерал от инфантерии, (брилл. знаки — 06.04.1914)
612. 18.04.1910 — Хлебников, Владимир Николаевич, генерал от артиллерии
613. 08.05.1910 — Феншоу, Артур, сэр, адмирал великобританской службы
614. 12.05.1910 — Умберто II, король Италии
615. 14.05.1910 — Фусими-но-мия Саданару, принц Японии
616. 17.05.1910 — Иванов, Фёдор Фёдорович, тайный советник
617. 16.06.1910 — Альтфатер, Михаил Егорович, генерал от артиллерии
618. 16.06.1910 — Будкевич, Иван Андрианович, генерал-лейтенант
619. 08.07.1910 — Цзай Тао, принц Китая
620. 15.07.1910 — Мотоно, Итиро, виконт, посол Японии в России, (брилл. знаки — 16.10.1916)
621. 06.08.1910 — Романов, Константин Константинович (младший), князь императорской крови
622. 17.08.1910 — Данило II Петрович-Негош, наследный князь Черногорский
623. 01.10.1910 — Будберг, Александр Андреевич, статс-секретарь Е. И. В.
624. 03.10.1910 — Мануэль Гарсия Прието, маркиз де Алусемас, премьер-министр Испании
625. 21.10.1910 — Кидерлен-Вехтер, Альфред фон, министр иностранных дел Германии
626. 02.11.1910 — Сан-Джулиано, Антонино Патерно-Кастелло ди, маркиз ди Сан-Джулиано, министр иностранных дел Италии
627. 06.12.1910 — Забелин, Александр Федорович, генерал от инфантерии, (брилл. знаки — 30.12.1914)
628. 06.12.1910 — Комаров, Дмитрий Наркизович, генерал от инфантерии, Варшавский комендант
629. 06.12.1910 — Плеве, Павел Адамович, генерал от кавалерии (мечи к ордену — 25.10.1914, брилл. знаки с мечами — 16.01.1915)
630. 06.12.1910 — Резвый, Дмитрий Модестович, генерал от инфантерии, член Александровского комитета о раненых
631. 06.12.1910 — Ставровский, Константин Николаевич, генерал от кавалерии, член Военного совета (бриллиантовые знаки — 22.03.1915)
632. 06.12.1910 — Шмит, Евгений Оттович, генерал от кавалерии, (бриллиантовые знаки — 23.05.1914)
633. 10.12.1910 — Ольхин, Сергей Александрович, тайный советник, (бриллиантовые знаки — 13.07.1916)
634. 31.12.1910 — Эйтель Фридрих, принц Прусский
635. 01.01.1911 — Карнович, Лавр Иванович, тайный советник, (бриллиантовые знаки — 01.01.1916)
636. 01.01.1911 — Мещанинов, Иван Васильевич, тайный советник, сенатор (бриллиантовые знаки — 22.06.1915)
637. 01.01.1911 — Штюрмер, Борис Владимирович, гофмейстер, член Государственного совета (бриллиантовые знаки — 01.01.1915)
638. 10.04.1911 — Голицын, Дмитрий Борисович, светлейший князь, генерал-адъютант Е. И. В., (бриллиантовые знаки — 06.11.1914)
639. 10.04.1911 — Гринвальд, Артур Александрович, генерал-адъютант Е. И. В.
640. 10.04.1911 — Розен, Роман Романович, барон, гофмейстер, чрезвычайный и полномочный посол в Вашингтоне
641. 10.04.1911 — Столыпин, Пётр Аркадьевич, гофмейстер, статс-секретарь Е. И. В., министр внутренних дел и председатель Совета министров
642. 10.04.1911 — Трубников, Александр Николаевич, шталмейстер
643. 06.05.1911 — Павлов, Евгений Васильевич, тайный советник, лейб-хирург Двора Е. И. В. (бриллиантовые знаки — 25.07.1915)
644. 07.06.1911 — Гевлич, Дмитрий Ксенофонтович, тайный советник
645. 15.06.1911 — Шатилов, Николай Павлович, генерал от инфантерии, (бриллиантовые знаки — 06.12.1913)
646. 16.06.1911 — Баранов, Пётр Петрович фон, генерал от кавалерии, (бриллиантовые знаки — 06.12.1915)
647. 06.09.1911 — Трепов Федор Федорович, генерал от кавалерии, генерал-адъютант (бриллиантовые знаки — 06.05.1915)
648. 18.10.1911 — Фрейлебен, Бургард Яковлевич, тайный советник
649. 18.11.1911 — Балашов, Николай Петрович, обер-егермейстер
650. 06.12.1911 — Александров, Николай Фомич, инженер-генерал (бриллиантовые знаки — 22.03.1915)
651. 06.12.1911 — Белявский, Николай Николаевич, генерал от инфантерии, (бриллиантовые знаки — 22.03.1915)
652. 06.12.1911 — Бутовский, Алексей Дмитриевич, генерал-лейтенант
653. 06.12.1911 — Винтулов, Николай Александрович, генерал от кавалерии (брилл. знаки — 22.03.1915)
654. 06.12.1911 — Глазов, Владимир Гаврилович, генерал от инфантерии, (бриллиантовые знаки — 22.03.1915)
655. 06.12.1911 — Никитин, Владимир Николаевич, генерал от артиллерии, (бриллиантовые знаки — 06.12.1915)
656. 06.12.1911 — Рейнталь, Владимир Яковлевич, генерал от артиллерии, член Военного совета
657. 06.12.1911 — Скалон, Георгий Антонович, генерал от кавалерии
658. 06.12.1911 — Туманов, Николай Евсеевич, князь, инженер-генерал (бриллиантовые знаки — 22.03.1915)
659. 1912 — Лейхтенбергский, Сергей Георгиевич, князь, герцог Романовский
660. 01.01.1912 — Котляревский, Михаил Михайлович, тайный советник, сенатор
661. 01.01.1912 — Манухин, Сергей Сергеевич, тайный советник
662. 01.01.1912 — Палицын, Фёдор Фёдорович, генерал, (бриллиантовые знаки — 01.01.1916)
663. 07.01.1912 — Голицын, Николай Дмитриевич, князь, тайный советник
664. 07.01.1912 — Кауфман-Туркестанский, Пётр Михайлович, обер-гофмейстер, министр народного просвещения
665. 25.03.1912 — Гаусман, Иосиф Карлович, генерал от артиллерии, (бриллиантовые знаки — 30.07.1915)
666. 25.03.1912 — Горяинов, Алексей Алексеевич, генерал от кавалерии, (бриллиантовые знаки — 22.03.1915)
667. 25.03.1912 — Палтов, Сергей Ильич, полный генерал по адмиралтейству, почётный опекун (бриллиантовые знаки 22.03.1915)
668. 25.03.1912 — Трегубов, Николай Николаевич, генерал от артиллерии, почётный опекун (бриллиантовые знаки — 15.05.1915)
669. 06.05.1912 — Вениамин (Муратовский), епископ Симбирский и Сызранский
670. 06.05.1912 — Евсевий (Никольский), архиепископ Владивостокский и Камчатский
671. 06.05.1912 — Исполатов, Александр Иванович, протоиерей, настоятель Исаакиевского кафедрального собора в Санкт-Петербурге
672. 06.05.1912 — Назарий (Кириллов), Архиепископ Полтавский и Переяславский
673. 14.06.1912 — Ставровский, Алексей Андреевич, священномученик
674. 06.12.1912 — Гернгросс, Александр Алексеевич, генерал от инфантерии, (мечи к ордену — 14.01.1915, бриллиантовые знаки — 08.07.1915)
675. 06.12.1912 — Поволоцкий, Иван Максимович, генерал от инфантерии
676. 16.12.1912 — Оболенский, Александр Дмитриевич, князь, шталмейстер Высочайшего Двора
677. 21.12.1912 — Тимирязев, Василий Иванович, тайный советник
678. 1913 — Романов, Игорь Константинович, князь императорской крови
679. 1913 — Пашич, Никола, министр иностранных дел Сербии
680. 1913 — Фишер фон Вальдгейм, Александр Александрович, тайный советник
681. 01.01.1913 — Бахтеяров, Владимир Яковлевич, сенатор
682. 01.01.1913 — Васильчиков, Борис Александрович, князь, шлалмейстер
683. 01.01.1913 — Платонов, Степан Фёдорович, действительный тайный советник
684. 01.01.1913 — Фукс, Владимир Яковлевич, тайный советник, сенатор
685. 01.01.1913 — Чаплин, Николай Дмитриевич, тайный советник
686. 01.01.1913 — Шмеман, Николай Эдуардович, действительный тайный советник, член Государственного совета
687. 01.01.1913 — Щербачёв, Александр Николаевич, тайный советник, член Государственного совета (бриллиантовые знаки — 01.01.1916)
688. 21.02.1913 — Враский, Степан Борисович, действительный тайный советник
689. 21.02.1913 — Иванов-Луцевин, Николай Фёдорович, генерал от кавалерии, почётный опекун
690. 21.02.1913 — Мамантов, Валерий Николаевич, тайный советник
691. 21.02.1913 — Струков, Ананий Петрович, гофмейстер
692. 21.02.1913 — Хвостов, Александр Алексеевич, тайный советник
693. 08.04.1913 — Геворк V (Суренянц), католикос всех армян
694. 14.04.1913 — Баумгартен, Леонтий Николаевич, генерал-лейтенант
695. 14.04.1913 — Бенкендорф, Александр Константинович, граф, гофмейстер, (бриллиантовые знаки — 10.04.1916)
696. 14.04.1913 — Германов, Антон Яковлевич, тайный советник
697. 14.04.1913 — Игнатьев, Пётр Александрович, действительный тайный советник, сенатор
698. 14.04.1913 — Маслов, Евгений Дмитриевич, тайный советник
699. 14.04.1913 — Нирод, Михаил Евстафьевич, граф, шталмейстер, (бриллиантовые знаки — 22.03.1915)
700. 14.04.1913 — Новицкий, Иосиф Иосифович, тайный советник
701. 14.04.1913 — Смельский, Сергей Елеазарович, гофмейстер
702. 14.04.1913 — Шервашидзе, Георгий Дмитриевич, князь, обер-гофмейстер (бриллиантовые знаки — 10.04.1916)
703. 14.04.1913 — Злобин, Константин Михайлович, тайный советник, гофмейстер, управляющий делами Капитула российских императорских и царских орденов (бриллиантовые знаки — 10.04.1916)
704. 14.04.1913 — Поггенполь, Михаил Юрьевич, тайный советник
705. 14.04.1913 — Акимов, Николай Агафонович, генерал от кавалерии
706. 06.05.1913 — Иннокентий (Беляев), архиепископ Карталинский и Кахетинский, экзарх Грузии
707. 06.05.1913 — Иоаким (Левицкий), архиепископ Нижегородский и Арзамасский
708. 06.05.1913 — Палладий (Соколов), архиепископ Астраханский и Енотаевский
709. 06.05.1913 — Питирим (Окнов), архиепископ Владикавказский и Моздокский
710. 06.05.1913 — Тихон (Белавин), святитель, архиепископ Ярославский и Ростовский, (мечи к ордену — 27.12.1916)
711. 06.05.1913 — Тихон (Никаноров), священномученик, епископ Калужский и Боровский
712. 06.05.1913 — Алексий (Опоцкий), член Святейшего Синода и Московской синодальной конторы архиепископ
713. 06.05.1913 — Шведов, Николай Константинович, генерал-лейтенант, причисленный к Императорской Главной квартире
714. 30.05.1913 — Михневич, Николай Петрович, генерал от инфантерии (бриллиантовые знаки — 22.03.1915)
715. 01.06.1913 — Мольтке, Хельмут Иоганн Людвиг фон, генерал от инфантерии прусской службы
716. 07.06.1913 — Олег Константинович, князь императорской крови
717. 12.06.1913 — Веденяпин, Александр Алексеевич, инженер-генерал (бриллиантовые знаки — 10.04.1916), член Военного совета
718. 12.06.1913 — Гернет, Константин Карлович, генерал-лейтенант
719. 12.06.1913 — Грузинский, Николай Ильич, светлейший князь, егермейстер
720. 04.10.1913 — Жилинский, Яков Григорьевич, генерал от кавалерии
721. 06.12.1913 — Фролов Петр Александрович, генерал от инфантерии, (брилл. знаки с мечами — 23.01.1915)
722. 06.12.1913 — Гершельман, Фёдор Константинович, генерал от кавалерии
723. 06.12.1913 — Рыльке, Генрих Данилович, генерал от инфантерии, член Военного совета
724. 06.12.1913 — Маврин, Алексей Алексеевич, генерал от инфантерии (бриллиантовые знаки — 22.03.1915)
725. 06.12.1913 — Рузский, Николай Владимирович, генерал от инфантерии
726. 06.12.1913 — Химшиев, Георгий Спиридонович, князь, генерал от артиллерии
727. 06.12.1913 — Нищенков, Аркадий Никанорович, генерал от артиллерии (бриллиантовые знаки — 22.03.1915)
728. 06.12.1913 — Самсонов, Александр Васильевич, генерал от кавалерии
729. 06.12.1913 — Степанов, Михаил Петрович, генерал от кавалерии, состоящий при великой княгине Елизавете Фёдоровне
730. 06.12.1913 — Васильчиков, Сергей Илларионович, князь, генерал-адъютант, генерал от кавалерии (бриллиантовые знаки — 06.12.1916)
731. 06.12.1913 — Клейгельс, Николай Васильевич, генерал-адъютант, генерал от кавалерии
732. не позднее 1914 — Александр I Карагеоргиевич, король Югославии
733. 07.12.1913 — Лонгинов, Аркадий Васильевич, тайный советник, сенатор
734. не позднее 1914 — Пуанкаре, Раймон, президент Франции
735. 01.01.1914 — Аккурти фон Кенигсфельс, Вильгельм Михайлович, тайный советник
736. 01.01.1914 — Баних, Фёдор Карлович, тайный советник, сенатор
737. 01.01.1914 — Гуссаковский, Пётр Назарьевич, тайный советник, сенатор
738. 01.01.1914 — Икскуль фон Гильденбандт, Юлий Александрович, барон, действительный тайный советник, статс-секретарь Е. И. В.
739. 01.01.1914 — Кастриото-Скандербек-Дрекалович, Георгий Владимирович, тайный советник
740. 01.01.1914 — Клуген, Валериан Фёдорович фон, тайный советник, сенатор
741. 01.01.1914 — Лазарев, Пётр Михайлович, шталмейстер
742. 01.01.1914 — Медем, Оттон Людвигович, граф, гофмейстер
743. 01.01.1914 — Нарышкин, Александр Алексеевич, тайный советник
744. 01.01.1914 — Султан-Крым-Гирей, Николай Александрович, тайный советник
745. 01.01.1914 — Тимофеевский, Виктор Иванович, действительный тайный советник, сенатор
746. 01.01.1914 — Турау, Евгений Фёдорович, действительный тайный советник
747. 01.01.1914 — Шварц, Александр Николаевич, действительный тайный советник, член Государственного совета
748. 08.01.1914 — Шлиппе, Владимир Карлович, действительный тайный советник, член Государственного совета
749. 16.01.1914 — Август Вильгельм, принц Прусский
750. 16.01.1914 — Эрнст Август, герцог Брауншвейгский
751. 04.02.1914 — Иванов, Николай Иудович, генерал от артиллерии (мечи к ордену — 30.08.1914, брилл. знаки с мечами — 12.04.1915)
752. 29.03.1914 (с мечами) — Горбатовский, Владимир Николаевич, генерал от инфантерии
753. 06.04.1914 — Извольский, Александр Петрович, гофмейстер, посол в Париже и член Государственного совета
754. 06.04.1914 — Кукель, Бронислав Казимирович, тайный советник
755. 06.04.1914 — Тимашев, Сергей Иванович, тайный советник
756. 06.04.1914 — Шведер, Иван Борисович фон, тайный советник
757. 06.04.1914 — Энкгоф, Фридрих Семенович, действительный тайный советник
758. 15.04.1914 — Китнер, Иероним Севастьянович, тайный советник
759. 06.05.1914 — Иоанн (Смирнов), архиепископ Рижский и Митавский
760. 06.05.1914 — Парфений (Левицкий), архиепископ Тульский и Белевский
761. 06.05.1914 — Петров, Леонид Петрович, протоиерей
762. 16.05.1914 — Кузминский, Александр Михайлович, действительный тайный советник
763. 23.05.1914 — Сперанский, Сергей Иванович, генерал-лейтенант, начальник Петербургского дворцового управления
764. 11.06.1914 — Крестьянов, Николай Николаевич, тайный советник, сенатор
765. 08.07.1914 — Палеолог, Жорж Морис, французский посол в России
766. 25.10.1914 — Бобырь, Николай Павлович, генерал от кавалерии
767. 25.10.1914 (с мечами) — Данилов, Владимир Николаевич, генерал от инфантерии
768. 25.10.1914 — Мищенко, Павел Иванович, генерал от артиллерии, (мечи к ордену — 25.10.1914)
769. 25.10.1914 (с мечами) — Сиверс, Фаддей Васильевич, генерал от инфантерии
770. 04.11.1914 (с мечами) — Крузенштерн, Николай Федорович, генерал от кавалерии
771. 20.11.1914 — Биркин, Лев Сергеевич, тайный советник, сенатор
772. 20.11.1914 — Мерцалов, Василий Иванович, действительный тайный советник, сенатор
773. 20.11.1914 — Мартынов, Дмитрий Николаевич, гофмейстер
774. 06.12.1914 — Белосельский-Белозерский, Константин Эсперович, генерал-лейтенант и генерал-адъютант Е. И. В.
775. 06.12.1914 — Зальца, Антон Егорович, барон, генерал от инфантерии
776. 06.12.1914 (с мечами) — Мрозовский, Иосиф Иванович, генерал от артиллерии (бриллиантовые знаки — 10.04.1916)
777. 06.12.1914 — Фуллон, Иван Александрович, генерал от инфантерии, генерал-адъютант
778. 06.12.1914 — Шуваев, Дмитрий Савельевич, генерал от инфантерии (бриллиантовые знаки — 10.04.1916)
779. 24.12.1914 — Андреев, Ипполит Петрович, полный генерал военно-морского судебного ведомства в отставке
780. 01.01.1915 — Дерюжинский, Николай Фёдорович, тайный советник
781. 01.01.1915 — Поливанов, Владимир Николаевич, гофмейстер
782. 01.01.1915 — Саранчев, Евграф Семенович, инженер-генерал
783. 01.01.1915 — Толмачёв, Владимир Александрович, генерал-лейтенант
784. 10.01.1915 (с мечами) — Селиванов, Андрей Николаевич, генерал от инфантерии
785. 10.01.1915 (с мечами) — Эверт, Алексей Ермолаевич, генерал от инфантерии
786. 23.01.1915 — Брилевич, Александр Васильевич, генерал от инфантерии
787. 05.02.1915 — Шавельский, Георгий Иванович, протопресвитер военного и морского духовенства
788. 14.02.1915 — Брэтиану, Ионел, Премьер-министр Румынии, (брилл. знаки — 22.01.1917)
789. 17.02.1915 — Ашеберг, Николай Павлович фон, барон, генерал от инфантерии
790. 01.03.1915 — Педжет, Артур, сэр, генерал великобританской службы, (брилл. знаки — 02.1916)
791. 01.03.1915 (с мечами) — По, Поль, дивизионный генерал французской службы
792. 18.03.1915 — Зуев, Дмитрий Петрович, генерал от инфантерии, (мечи к ордену 18.03.1915), (брилл. знаки с мечами — 01.05.1915)
793. 22.03.1915 — Бенкендорф, Павел Константинович, граф, генерал от кавалерии
794. 22.03.1915 — Кабаков, Константин Яковлевич, генерал-лейтенант
795. 22.03.1915 — Корейво, Витольд-Чеслав Симфорианович, генерал-лейтенант
796. 22.03.1915 — Корф, Павел Павлович, барон, действительный тайный советник
797. 22.03.1915 — Мартсон, Фёдор Владимирович, генерал от инфантерии
798. 22.03.1915 — Троцкий, Владимир Иоанникиевич, генерал от инфантерии, генерал-адъютант
799. 22.03.1915 — Сандецкий, Александр Генрихович, генерал от инфантерии (брилл. знаки — 10.04.1916)
800. 22.03.1915 — Чернявский, Василий Тимофеевич, генерал от артиллерии
801. 22.03.1915 — Бухгольц, Владимир Егорович, генерал от инфантерии (мечи к знакам — 21.11.1916)
802. 22.03.1915 — Романенко, Иван Андреевич, генерал от инфантерии
803. 22.03.1915 — Нилов, Константин Дмитриевич, адмирал, генерал-адъютант (бриллиантовые знаки — 30.07.1916)
804. 22.03.1915 — Палтов, Илья Ильич, тайный советник, член Совета Государственного банка от Министерства финансов
805. 04.04.1915 (с мечами) — Вельяминов, Николай Александрович, тайный советник, лейб-хирург Двора
806. 09.04.1915 (с мечами) — Орановский, Владимир Алоизиевич, генерал от кавалерии
807. 24.04.1915 — Рерберг, Иван Фёдорович, тайный советник, инженер Министерства путей сообщения
808. 29.04.1915 — Ирманов, Владимир Александрович, генерал от артиллерии, (мечи к ордену — 29.04.1915), (бриллиантовые знаки — 17.11.1915)
809. 29.04.1915 (с мечами) — Олохов, Николай Аполлонович, генерал от инфантерии
810. 01.05.1915 (с мечами) — Вебель, Фердинанд Маврикиевич, генерал от инфантерии
811. 01.05.1915 (с мечами) — Экк, Эдуард Владимирович, генерал от инфантерии (бриллиантовые знаки с мечами — 18.07.1916)
812. 06.05.1915 — Анастасий (Грибановский), епископ, 06.05.1915 с мечами
813. 06.05.1915 — Антоний (Храповицкий), архиепископ Харьковский и Ахтырский
814. 06.05.1915 — Арсений (Стадницкий), архиепископ Новгородский и Старорусский
815. 06.05.1915 — Евфимий (Елиев), настоятель Московского Новоспасского монастыря
816. 06.05.1915 — Кирилл (Смирнов), архиепископ Тамбовский и Шацкий
817. 06.05.1915 — Платон (Рождественский), архиепископ Кишинёвский и Хотинский
818. 06.05.1915 — Серафим (Мещеряков), архиепископ Иркутский и Верхоленский
819. 06.05.1915 — Сергий (Страгородский), архиепископ Финляндский и Выборгский
820. 06.05.1915 — Феодосий (Феодосиев), епископ Смоленский и Дорогобужский
821. 06.05.1915 — Мисаил (Крылов), член Московской синодальной конторы епископ
822. 06.05.1915 — Владимир (Соколовский-Автономов), епископ на покое, настоятель московского Спас-Андроникова монастыря
823. 06.05.1915 — Смирягин, Николай Григорьевич, протоиерей, настоятель храма Рождества Христова, что на Песках в Петрограде
824. 06.05.1915 — Зверев, Николай Андреевич, тайный советник, член Государственного совета
825. 22.05.1915 (с мечами) — Юденич, Николай Николаевич, генерал от инфантерии
826. 26.05.1915 — Краузе, Николай Фёдорович, генерал-лейтенант, 26.05.1915 с мечами
827. 26.05.1915 — Потоцкий, Павел Платонович, генерал-лейтенант, 26.05.1915 с мечами
828. 10.06.1915 — Вильсон, Владимир Иванович, тайный советник, сенатор
829. 22.06.1915 — Поливанов, Алексей Андреевич, генерал от инфантерии
830. 07.07.1915 — Берхман, Георгий Эдуардович, генерал от инфантерии, 07.07.1915 с мечами
831. 07.07.1915 — Огановский, Пётр Иванович, генерал от инфантерии, 07.07.1915 с мечами
832. 08.07.1915 — Алиев, Эрис Хан Султан Гирей, генерал от артиллерии, 08.07.1915 с мечами
833. 18.07.1915 — Клыков, Митрофан Яковлевич, генерал-лейтенант
834. 30.07.1915 — Григорович, Иван Константинович, генерал-адъютант Е. И. В., (брилл. знаки — 05.10.1916)
835. 30.07.1915 — Пыхачёв, Николай Аполлонович, генерал от инфантерии, командир Отдельного корпуса пограничной стражи (бриллиантовые знаки — 06.12.1916)
836. 20.08.1915 — Рапчевский, Иван Филиппович, тайный советник
837. 20.08.1915 — Рейх, Михаил Иванович, тайный советник
838. 20.08.1915 — Шапиров, Борис Михайлович, действительный тайный советник
839. 28.08.1915 — Жеребков, Алексей Герасимович, генерал от кавалерии
840. 23.09.1915 — Кирпичёв, Нил Львович, генерал-лейтенант
841. 30.09.1915 — Кони, Анатолий Фёдорович, действительный тайный советник
842. 05.10.1915 — Логинов, Алексей Кузьмич, тайный советник
843. 06.10.1915 (с мечами) — Рагоза, Александр Францевич, генерал от инфантерии
844. 22.10.1915 — Тавилдаров, Николай Иванович, тайный советник
845. 26.10.1915 — Кривошеин, Александр Васильевич, гофмейстер, статс-секретарь Е. И. В.,
846. 05.11.1915 (с мечами) — Душкевич, Александр Александрович, генерал от инфантерии
847. 10.11.1915 (с мечами) — Мехмандаров, Самед-бек Садых-бек оглы, генерал от артиллерии
848. 28.11.1915 (с мечами) — Амад, Альбер, французский дивизионный генерал
849. 06.12.1915 — Бабич, Михаил Павлович, генерал от кавалерии
850. 06.12.1915 — Лайминг, Павел Александрович фон, генерал от инфантерии (мечи к ордену — 11.01.1917)
851. 06.12.1915 — Матвеенко, Николай Григорьевич, действительный тайный советник
852. 06.12.1915 — Рауш фон Траубенберг, Евгений Александрович, барон, генерал от кавалерии
853. 06.12.1915 — Рыкачёв, Михаил Александрович, генерал флота
854. 06.12.1915 (с мечами) — Смирнов, Владимир Васильевич, генерал от инфантерии
855. 06.12.1915 (с мечами) — Чурин, Алексей Евграфович, генерал от инфантерии
856. 25.12.1915 (с мечами) — Радкевич, Евгений Александрович, генерал от инфантерии
857. 28.12.1915 — Жонкьер (де Фок де Жонкьер), Мари-Пьер-Эжен, вице-адмирал французской службы
858. 01.01.1916 — Галкин-Враской, Николай Николаевич, тайный советник, сенатор
859. 01.01.1916 — Голицын, Дмитрий Петрович, князь, тайный советник
860. 01.01.1916 — Кочетков, Фёдор Ильич, тайный советник, сенатор
861. 01.01.1916 — Семёнов, Владимир Николаевич, тайный советник, сенатор
862. 01.01.1916 — Стеблин-Каменский, Егор Егорович, тайный советник, сенатор
863. 01.01.1916 — Шипов, Иван Павлович, тайный советник
864. 04.01.1916 — Князев, Леонид Михайлович, егермейстер, Иркутский генерал-губернатор
865. 02.02.1916 — Чолокаев, Николай Николаевич, князь, гофмейстер
866. 07.02.1916 — Гаррони, Камилло, маркиз, посол итальянский в Константинополе
867. 24.02.1916 — Мэри, Джордж Томас, посол США в России
868. 15.03.1916 (с мечами) — Баланин, Дмитрий Васильевич, генерал от инфантерии
869. 15.03.1916 (с мечами) — Плешков, Михаил Михайлович, генерал от кавалерии
870. 15.03.1916 (с мечами) — Шейдеман, Сергей Михайлович, генерал от кавалерии
871. 20.03.1916 — Картахена де, граф, посол испанский в Петрограде
872. 21.03.1916 (с мечами) — Цуриков, Афанасий Андреевич, генерал от кавалерии
873. 07.04.1916 (с мечами) — Папенгут, Павел Оскарович, генерал-лейтенант
874. 07.04.1916 — Артамонов, Леонид Константинович, генерал от инфантерии
875. 10.04.1916 — Гирс, Михаил Николаевич, тайный советник, гофмейстер, посол в Италии
876. 10.04.1916 — Иваницкий, Борис Евгеньевич, тайный советник, сенатор, член Государственного совета
877. 10.04.1916 — Каррьер, Сергей Аркадьевич, гофмейстер
878. 10.04.1916 — Лабзин, Николай Филиппович, действительный тайный советник
879. 10.04.1916 — Мамантов, Василий Ильич, егермейстер
880. 10.04.1916 — Осипов, Николай Васильевич, генерал от инфантерии
881. 10.04.1916 — Пантелеев, Андрей Васильевич, шталмейстер
882. 10.04.1916 — Семёнов, Василий Алексеевич, тайный советник
883. 10.04.1916 — Шкинский, Яков Федорович, генерал от инфантерии
884. 10.04.1916 (с мечами) — Эбергард, Андрей Августович, адмирал, (брилл. знаки с мечами — 28.06.1916)
885. 30.04.1916 (с мечами) — Димитрий (Абашидзе), князь, архиепископ Таврический и Симферопольский
886. 30.04.1916 (с мечами) — Трифон (Туркестанов), епископ Дмитровский, викарий Московской епархии
887. 06.05.1916 — Беляев, Афанасий Иванович, протоиерей
888. 06.05.1916 — Гуляев, Владимир Григорьевич, протоиерей
889. 06.05.1916 — Левашёв, Фёдор Семенович, протоиерей
890. 06.05.1916 — Нафанаил (Троицкий), архиепископ Архангельский и Холмогорский
891. 10.05.1916 (с мечами) — Воронов, Николай Михайлович, генерал-лейтенант
892. 10.05.1916 — Эбелов, Михаил Исаевич, генерал от инфантерии
893. 14.05.1916 — Митрофан (Краснопольский), священномученик, Архиепископ Астраханский и Царёвский
894. 01.06.1916 (с мечами) — Бринкен Александр-Павел Фридрихович фон ден, барон, генерал от инфантерии (бриллиантовые знаки с мечами — 20.02.1917)
895. 01.06.1916 — Кондратович, Киприан Антонович, генерал от инфантерии
896. 10.06.1916 — Мамед Вели Хан Сепехдар Азам, председатель совета министров Персии
897. 11.06.1916 — Карпинский, Александр Петрович, тайный советник, президент Академии нук
898. 25.06.1916 — Исии Кикудзиро, виконт, министр иностранных дел Японии
899. 25.06.1916 — Окума Сигэнобу, маркиз, министр иностранных дел Японии
900. 06.07.1916 — Лечицкий, Платон Алексеевич, генерал от инфантерии, (мечи к ордену — 06.07.1916)
901. 06.07.1916 (с мечами) — Сахаров, Владимир Викторович, генерал от кавалерии
902. 22.07.1916 — Анреп, Василий Константинович фон, врач, тайный советник
903. 30.07.1916 — Абамелек-Лазарев, Семён Семёнович, шталмейстер
904. 04.08.1916 — Андреевский, Евгений Константинович, тайный советник
905. 01.09.1916 — Сейид Алим-хан, эмир Бухарский
906. 27.09.1916 — Хирохито, император Японии
907. 22.10.1916 — Рафалович, Артур Германович, тайный советник
908. 30.10.1916 — Мулай Юсуф, султан Марокко
909. 01.11.1916 (с мечами) — Протопопов, Николай Иванович, генерал от инфантерии, помощник командующего войсками Московского военного округа
910. 24.11.1916 — Вольский, Сигизмунд Викторович, генерал-лейтенант
911. 03.12.1916 — Кабат, Александр Иванович, тайный советник
912. 06.12.1916 — Новосильцов, Антон Васильевич, генерал-адъютант, генерал от кавалерии
913. 06.12.1916 — Дорошевский, Николай Федотович, генерал от инфантерии, постоянный член Главного военного суда
914. 06.12.1916 — Волков, Аркадий Николаевич, генерал от инфантерии, постоянный член Главного военного суда
915. 06.12.1916 — Яковлев, Григорий Михайлович, генерал от артиллерии, помощник начальника Главного управления военно-учебных заведений
916. 06.12.1916 — Мышлаевский, Александр Захарьевич, генерал от инфантерии
917. 06.12.1916 — Мокасей-Шибинский, Григорий Григорьевич, генерал-лейтенант
918. 06.12.1916 — Юрьев, Владимир Сергеевич, инженер-генерал
919. 06.12.1916 — Кюи, Цезарь Антонович, инженер-генерал
920. 06.12.1916 — Подвальнюк, Николай Иванович, генерал от инфантерии
921. 29.12.1916 — Роман Петрович, князь императорской крови
922. 31.12.1916 — Померанцев, Илиодор Иванович, генерал от инфантерии
923. 01.01.1917 — Ераков, Николай Петрович, тайный советник, сенатор
924. 01.01.1917 — Завадский, Михаил Ромулович, тайный советник, сенатор
925. 01.01.1917 — Рейнке, Николай Михайлович, тайный советник
926. 01.01.1917 — Севастьянов, Михаил Петрович, тайный советник
927. 01.01.1917 — Ширинский-Шихматов, Алексей Александрович, князь, гофмейстер, сенатор, член Государственного совета
928. 01.01.1917 — Щегловитов, Иван Григорьевич, действительный тайный советник, статс-секретарь Е. И. В.
929. 01.01.1917 — Юрьев, Фёдор Анемподистович, тайный советник, сенатор
930. 27.01.1917 — Фредерик IX, король Дании
931. 04.02.1917 — Кастельно, Ноэль де, виконт де Кюрьер, дивизионный генерал французской службы (мечи к ордену — 21.02.1917)